# 15006 Samcristoforetti
15006 Samcristoforetti este un asteroid din centura principală de asteroizi.

## Descriere
15006 Samcristoforetti este un asteroid din centura principală de asteroizi. A fost descoperit pe 27 februarie 1998 la Cima Ekar de Giuseppe Forti și Maura Tombelli. Asteroidul prezintă o orbită caracterizată de o semiaxă mare de 3,17 ua, o excentricitate de 0,03 și o înclinație de 12,8° în raport cu ecliptica.